# Ordine nazionale di Simón Bolívar
L'Ordine Nazionale di Simón Bolívar è un ordine cavalleresco boliviano.

## Classi
L'Ordine dispone delle seguenti classi di benemerenza:
- Cavaliere di Gran Croce
- Commendatore
- Ufficiale

| Nastri    |              |                         |
| Ufficiale | Commendatore | Cavaliere di Gran Croce |

## Insegne
Il nastro è di colore rosso.